# Великий Двор (Мосеевское сельское поселение)
Вели́кий Двор — деревня в Тотемском районе Вологодской области.
Входит в состав Мосеевского сельского поселения, с точки зрения административно-территориального деления — в Мосеевский сельсовет.
Расстояние по автодороге до районного центра Тотьмы — 27 км, до центра муниципального образования деревни Мосеево — 1 км. Ближайшие населённые пункты — Горка, Мосеево, Холкин Конец.
По переписи 2002 года население — 13 человек.